# Толбо-Нуур
Толбо-Нуур (монг. Толбо нуур, каз. Тұлба көлі), Толбо или Том-Нур — пресноводное озеро ледникового происхождения в бассейне реки Ховд.

Расположено в западной части Монголии на территории аймака Баян-Улгий, в 34 км южнее города Улгий, неподалёку от основной дороги из Улгия в Ховд. Находится на высоте 2079 м над уровнем моря. Общая площадь этого озера составляет 84 км², длина — 21 км, максимальная ширина — 7 км. Максимальная глубина озера 12 м. Котловина имеет тектоническое происхождение. С южной стороны в озеро впадает река Толбо-Гол.